# Hjulsjögurka
Hjulsjögurka (Myriotrochus vitreus) är en sjögurkeart som först beskrevs av Michael Sars 1872.  Hjulsjögurka ingår i släktet Myriotrochus och familjen hjulsjögurkor. Det är osäkert om arten förekommer i Sverige. Inga underarter finns listade i Catalogue of Life.